# Cerro Aracamuni
Cerro Aracamuni (también escrito simplemente Aracamuni) es el nombre que recibe una montaña en el país suramericano de Venezuela que es clasificada además como un Tepuy y se localiza específicamente en las coordenadas geográficas 01°28′36″N 65°50′07″O / 1.47667, -65.83528 en la parte norte del macizo de la neblina con una elevación máxima de 1600 metros. Administrativamente hace parte del Municipio Río Negro en el sur del territorio del Estado Amazonas.
Destaca en el tepuy la presencia de la especie de anfibio Ceuthomantis aracamuni